# 와이어프레임 모델
와이어프레임 모델(Wire-frame model)은 3차원 컴퓨터 그래픽스에 사용되는 3차원(3D) 물리적 개체를 시각적으로 표현한 것이다. 이는 두 개의 수학적으로 연속적인 부드러운 표면이 만나는 물리적 개체의 각 가장자리를 지정하거나 직선이나 곡선을 사용하여 개체의 구성 꼭지점을 연결하여 생성된다. 개체는 화면 공간에 투영되고 각 가장자리 위치에 선을 그려 렌더링된다. "와이어프레임"이라는 용어는 고체 물체의 3차원 모양을 표현하기 위해 금속 와이어를 사용하는 디자이너에게서 유래되었다. 3D 와이어 프레임 컴퓨터 모델을 사용하면 고체와 고체 표면을 구성하고 조작할 수 있다. 3D 솔리드 모델링은 기존 선 그리기보다 더 높은 품질의 솔리드 표현을 효율적으로 그린다.
와이어프레임 모델을 사용하면 3D 모델의 기본 설계 구조를 시각화할 수 있다. 전통적인 2차원 뷰와 도면/렌더링은 객체의 적절한 회전과 절단 평면을 통한 은선 제거 선택을 통해 생성될 수 있다.
와이어프레임 렌더링은 계산이 상대적으로 간단하고 빠르기 때문에 상대적으로 높은 화면 프레임 레이트가 필요한 경우(예: 특히 복잡한 3D 모델로 작업할 때 또는 외부를 모델링하는 실시간 시스템에서) 자주 사용된다. 더 큰 그래픽 세부 정보가 필요한 경우 와이어프레임의 초기 렌더링이 완료된 후 표면 텍스처가 자동으로 추가될 수 있다. 이를 통해 디자이너는 보다 사실적인 렌더링이나 면 처리 및 간단한 평면 음영 처리와 관련된 긴 지연 없이 솔리드를 빠르게 검토하거나 개체를 다른 뷰로 회전할 수 있다.
와이어프레임 형식은 DNC(직접 수치 제어) 공작기계의 공구 경로 프로그래밍에도 적합하고 널리 사용된다.
손으로 그린 와이어프레임 같은 일러스트레이션은 이탈리아 르네상스까지 거슬러 올라간다. 와이어프레임 모델은 1980년대와 1990년대 초반에 3D 객체를 표현하기 위해 비디오 게임에서 광범위하게 사용되었다. 당시의 컴퓨터로는 "제대로" 채워진 3D 객체를 계산하고 그리는 것이 너무 복잡했기 때문이다. 와이어프레임 모델은 CAM(컴퓨터 지원 제조)의 입력으로도 사용된다.
3D CAD(컴퓨터 지원 설계) 모델에는 세 가지 주요 유형이 있다. 와이어프레임은 가장 추상적이고 가장 현실적이지 않는다. 다른 유형은 표면과 솔리드이다. 와이어프레임 모델링 방법은 점이나 꼭지점을 연결하여 개체의 가장자리를 정의하는 선과 곡선만으로 구성된다.

## 같이 보기
- 애니메이션
- 3차원 컴퓨터 그래픽스
- 컴퓨터 애니메이션
- 컴퓨터 생성 이미지
- 실물 모형
- 폴리곤 메시
- 벡터 그래픽스
- 버추얼 시네마토그래피